# Jarra en forma de cabeza, autorretrato

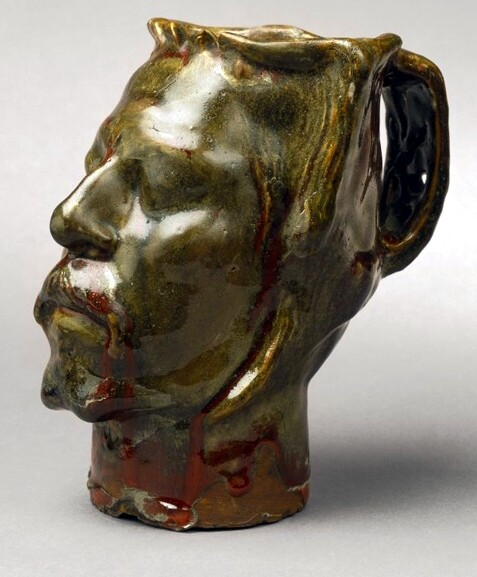
Jarra en forma de cabeza, autorretrato, Gauguin, 1889. Kunstindustrimuseet, Copenhague.

Jarra en forma de cabeza, autorretrato (normalmente referida como Jarra autorretrato) fue producida en gres vidriado a principios de 1889 por el artista postimpresionista Paul Gauguin. Este autorretrato es especialmente duro y brutal, y fue creado a raíz de dos acontecimientos traumáticos en la vida del artista. En diciembre de 1888 Gauguin vivía con Vincent van Gogh en Arlés cuando Van Gogh cortó su oreja izquierda antes de dejar el apéndice mutilado en un burdel frecuentado por ambos. Unos cuantos días más tarde en París, Gauguin presenció la decapitación de un asesino condenado, Prado. Gauguin muestra su propia cabeza cortada, goteando sangre, su oreja cortada, los ojos cerrados como negando.
Como en muchos de sus autorretratos, el sujeto está impregnado de autocompasión. La cabeza se parece a una máscara mortuoria, y la manera en que está modelada sugiere fuertemente que ha sido decapitada, lo que remite a la ejecución de Prado. El retrato evoca también a Van Gogh, obviamente por la oreja faltante y su coloración rojiza que le da, según la escritora Naomi Margolis Maurer, "un fuerte parecido ficticio con el sufriente van Gogh."
El gres contiene sutiles tonos verdes, grises y oliva que a menudo no son evidentes en la reproducción, mientras su brutalidad física procede de su tridimensionalidad. Varios críticos del arte han señalado que las reproducciones fotográficas del objeto en gran medida no logran transmitir el impacto que produce cuando se ve en realidad. En 1989 el crítico Laurel Gasque escribió, "Esta macabra imagen, disparada a una temperatura muy alta literal y figuradamente, fusiona la vida, el mito, y la historia en un emblema inolvidable de un hombre devastado."

## De fondo
Durante noviembre y diciembre del año anterior Gauguin había vivido con van Gogh en Arlés. El objetivo había sido fundar una comuna de artistas. Van Gogh admiraba mucho a Gauguin, y deseaba desesperadamente ser tratado como su igual. Pero Gauguin era arrogante y dominante, un hecho que a menudo frustraba al holandés. La relación entre ambos se deterioró rápidamente y finalmente Gauguin, alarmado por la embriaguez y el temperamento de Van Gogh, le dijo que se iba. Más tarde el mismo día, en una cuenta posiblemente interesada suministrada por Gauguin quince años después, Van Gogh afrontó a Gauguin con la misma navaja de afeitar que utilizaría horas más tarde para mutilarse, cortando su oreja izquierda, una lesión lo suficientemente grave al seccionar una arteria, casi muriendo desangrado. Los relatos difieren sobre lo pasado luego, sobre todo porque el propio van Gogh no tenía ningún recuerdo de los acontecimientos, pero es seguro que van Gogh trató de detener la hemorragia, vendó la herida y fue a dejar la oreja en una maison de tolérance o burdel en Rue du Bout d'Aeles que van Gogh y Gauguin frecuentaban. Van Gogh para entonces ensalzaba la virtud de la continencia sexual en la búsqueda del Arte, pero no obstante utilizaba prostitutas por "razones higiénicas". La historia de que le dejó la oreja envuelta a una prostituta llamada Rachel pidiéndole que "la guardara como un tesoro" que ganó popularidad de inmediato, parece tener origen en un reportaje de la prensa local en la época. Gauguin en su propio relato dice que se la dejó al portero con el mensaje "Recuérdame" (implicando que estaba destinada a Gauguin), antes de volver a la casa que compartían. Gauguin fue de los primeros en encontrar al artista holandés a la mañana siguiente, acurrucado inconsciente en la cama, bañado en sangre.

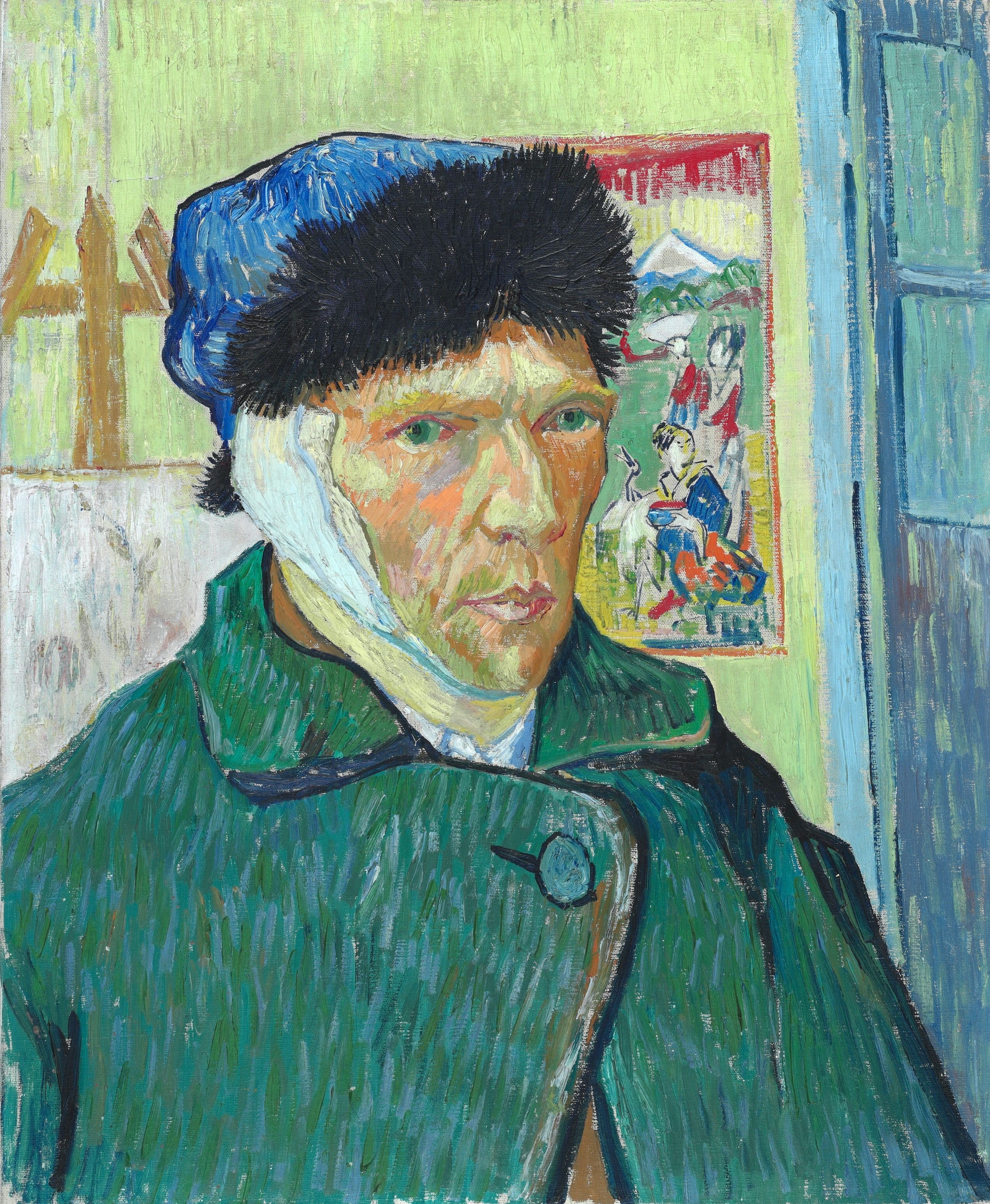
Autorretrato con la oreja vendada, 1889, [https://web.archive.org/web/20140302171342/http://www.courtauld.ac.uk/gallery/collections/paintings/imppostimp/vangogh.shtml Instituto Courtauld.

Según el crítico del arte Martin Gayford, las prostitutas eran para van Gogh las Hermanas de la Misericordia, proporcionando "una pequeña muestra del Paraíso a 2 francos la vez", y representando su único punto de contacto emocional y sensual con otras personas. Por entonces estaba leyendo sobre la agonía de Cristo en el huerto de Getsemaní, donde Jesús oró con sus discípulos la noche antes de su crucifixión. La historia tocó su fibra sensible, en particular las palabras "Si quieres, aparta de mí este cáliz: sin embargo, no se haga mi voluntad, sino la tuya". Él y Gauguin habían estado hablando sobre una serie reciente de asesinatos de prostitutas (los de Prado y Jack el Destripador). Recientemente también había leído la novela de Émile Zola "El pecado del Padre Mouret", en la que sobre el personaje se narra "como el Padre Mournet acababa sus oraciones...Con calma sacó un cuchillo de su bolsillo, lo abrió, y le cortó las orejas al fraile."
No hay ninguna evidencia concluyente para la teoría de que el imprevisible Gauguin atacara a su igualmente temperamental amigo ese día. Cuando el hermano de Vincent, Theo, llegó al hospital de Arlés unos días más tarde— después de ser informado del acontecimiento por Gauguin— habló de la irracionalidad de Vincent, fiebre alta y locura "aparente" en las días previos a la mutilación.

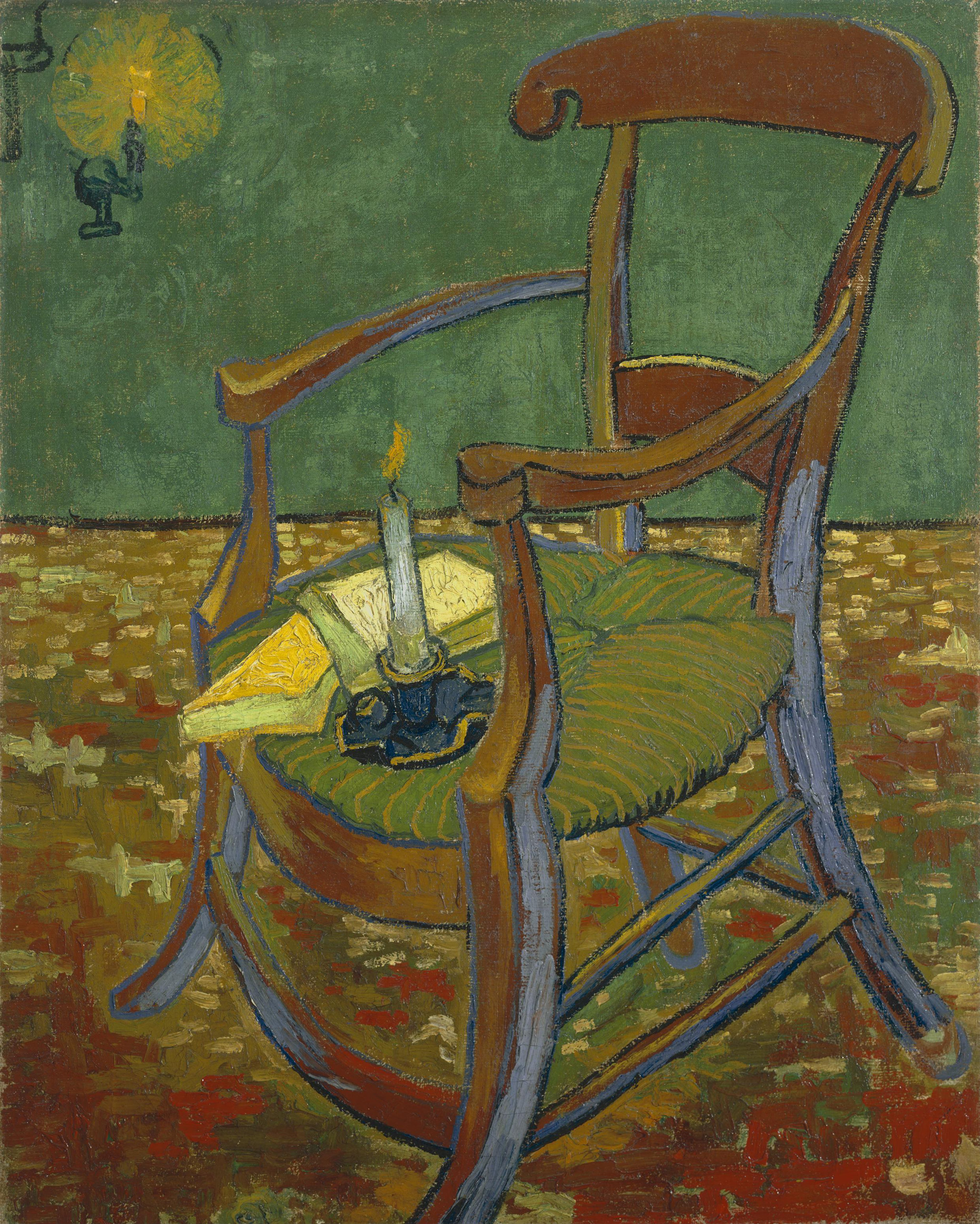
Vincent van Gogh, La silla de Paul Gauguin, 1888.

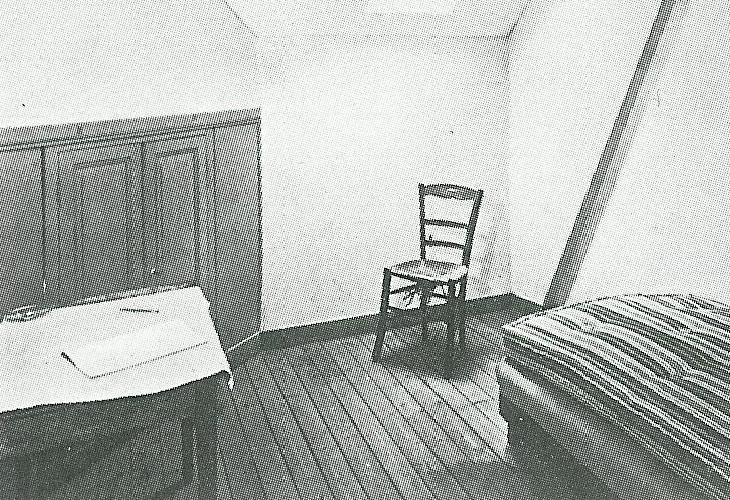
Fotografía de la silla vacía de van Gogh en su habitación en la posada Ravoux en Auvers.

Desde su cama de hospital, Van Gogh preguntó por Gauguin continuamente durante los días siguientes, pero él se había ido. Le había dicho a uno de los policías que atendía el caso cuando descubrieron a van Gogh inconsciente, "Tenga la amabilidad, señor, de despertar a este hombre con mucho cuidado, y si pregunta por mí, dígale que me he ido a París; la vista de mí podría resultar fatal para él." A partir de relatos que Gauguin contó a sus amigos tras su llegada a París unos días más tarde, se sugiere que él también asoció la amputación con Getsemaní.
El 28 de diciembre, dos días después de su regreso a París, Gauguin acudió en la madrugada a la ejecución del criminal Prado. Van Gogh y Gauguin habían hablado sobre el sonado juicio de Prado. Prado había asesinado a una prostituta y Gauguin consideró su juicio injusto, opinión compartida con Friedrich Nietzsche que se refiere a este asesino en su última "carta de locura". Tanto Prado como el asesino igualmente infame Pranzini fueron un tiempo clientes en el café Le Tambourin donde Van Gogh había exhibido sus estampas japonesas. La ejecución dejó una huella profunda en el artista y agrió su punto de vista hacia la humanidad. Según el relato de Gauguin, la ejecución fue una carnicería; el primer golpe de la hoja de la guillotina no alcanzó el cuello de Prado y cortó parte de su rostro. El hombre trató de levantarse del tablón en agonía y conmoción y tuvo que ser forzado a mantener su posición antes de que el segundo golpe lo decapitara. Sin embargo, los informes periodísticos contemporáneos de la ejecución no hacen ninguna mención a esto.
La asistencia de Gauguin fue el resultado de la profunda conmoción que le dejó la automutilación de Van Gogh. El escritor Jerome Winer sugiere que Gauguin puede haberse sentido culpable por el tratamiento dado a Van Gogh para identificarse con Prado. Según Bradley Collins, "no hay ninguna duda de que Gauguin habría asociado fuertemente a Vincent con la ejecución". Collins continúa, "Si Gauguin se hubiera aterrado al ver a Vincent casi muerto acurrucado en las sábanas ensangrentadas, es posible que hubiera tenido el deseo contrafóbico de tranquilizarse a sí mismo con su coraje al mirar inquebrantablemente la ejecución de Prado. También puede haber querido gloriarse de su propia inocencia y de la culpa de otro."

## Iconografía

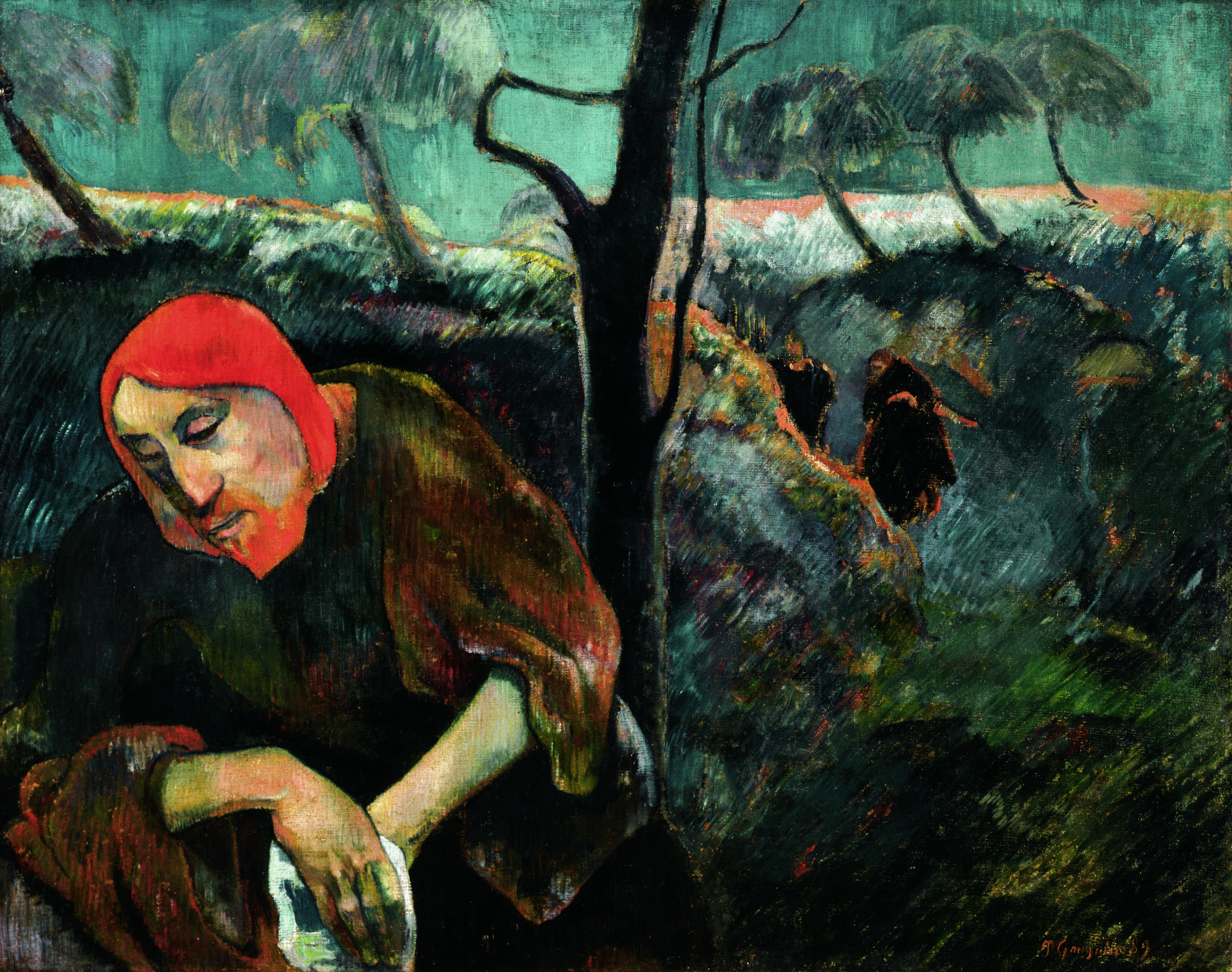
Cristo en el huerto de los Olivos, Gauguin, 1889. Nótese el cabello rojo del híbrido Cristo / Gauguin de este autorretrato, cuyo color ha sido descrito como "sobrenaturalmente rojo", y que al igual que en la jarra evoca directamente a van Gogh.

El trabajo se inspira en la iconografía romántica y simbolista, así como en motivos de fuentes cristianas y clásicas;  evoca a Cristo, Juan el Bautista y Orfeo, todos los cuales fueron martirizados por su pasión y creencias. Durante este periodo, Gauguin a menudo se retrató de una manera similar a las representaciones de Cristo, en un intento de evocar martirio. Gauguin estaba desilusionado con el materialismo que veía a su alrededor, y en ese momento se sintió alienado por el público comprador de arte, y por miembros de la escena artística que reaccionaron contra su personalidad dominante y autoengrandecedora. Artistas más jóvenes que habían sido sus discípulos se rebelaron, y, hasta cierto punto, fue marginado. De otro autorretrato similar, Cristo en el Huerto de los Olivos, Gauguin escribió:

"Allí he pintado mi propio autorretrato...pero también representa el aplastamiento de un ideal, y un dolor a la vez divino y humano, Jesús está totalmente abandonado; sus discípulos lo abandonan, en un escenario tan triste como su alma."

 
La técnica utilizada para crear la jarra fue tomada prestada en parte del Extremo Oriente, especialmente en el uso de la pintura goteada sobre gres vidriado, influido por artesanos japoneses de la región de Takatori. La idea de fusionar la forma de una cabeza y una jarra fue tomada de la cerámica peruana, probablemente de piezas precolombinas que su madre había recogido cuando era niño.